# Филонов, Андрей Владимирович
Андрей Владимирович Филонов (укр. Андрій Володимирович Філонов; род. 4 июля 1974, Юрга, Кемеровская область) — украинский и российский политик, предприниматель. Глава администрации Евпатории (2014—2019). Депутат Евпаторийского городского совета (1998—2002). Являлся членом партии «Вече», Партии регионов и «Единой России». Один из совладельцев музыкального фестиваля «Республика КаZантип».

## Биография
Родился 4 июля 1974 года в Юрге Кемеровской области. В 1982 году его семья переехала в Евпаторию. В том же году Филонов пошёл в первый класс средней школы № 4, которую окончил в 1992 году.
19 января 1992 года Филонов был задержан милицией, когда проник в радиомастерскую по ремонту бытовой радиоаппаратуры, находившуюся по адресу ул. Дёмышева, 154. В ходе народного суда под председательством Дмитрия Лебедева, который состоялся 4 мая 1992 года, Филонов был приговорён к пяти годам лишения свободы с конфискацией имущества по статьям 17, 81 ч. 4 УК Украины. Суд, приняв во внимание признание вины и несовершеннолетний возраст Филонова, который учился тогда в 8-м классе, применил к нему статью 45 УК Украины, отсрочив наказание на двухлетний период. При этом суд передал Филонова на поруки коллектива детского центра «Золотой ключик».
С 1993 по 1996 год учился по специальности «менеджер-организатор производства» в Международном институте управления, бизнеса и права в Славянске. С 1994 по 1998 год являлся вице-президентом крымской ассоциации «Айкидо», был инициатором и организатором спортивного фестиваля «Спорт против наркотиков». С 1996 по 1997 год работал инструктором по работе с детьми и подростками в детском центре «Золотой ключик». С 1998 по 1999 год возглавлял евпаторийское коммунальное предприятие «Молодёжный центр труда».
В 1998 году стал депутатом Евпаторийского городского совета. С 1999 года являлся сопредседателем комитета по защите прав предпринимателей. В 2001 году стал советником по вопросам молодёжной политики председателя Совета министров Крыма Сергея Куницына. В 2002 году был назначен внештатным советником Главы правительства Крыма.
В качестве помощника Куницына отправился на музыкальный фестиваль «КаZантип», где должен был разобраться с ситуацией вокруг проведения фестиваля. Тогда Филонов познакомился с руководителем «КаZантипа» Никитой Маршунком и позже предложил перенести фестиваль в Поповку, где земля была оформлена под закусочную с танцевальной площадкой. Филонов стал одним из трёх человек, зарегистрировавших торговую марку «КаZантип». К 2012 году фестиваль приносил организаторам прибыль в размере 10 миллионов долларов. Филонов отвечал за контакты с властями и спонсорами.
С 2000 по 2004 год являлся менеджером по исследованию рынка и изучению общественного мнения в компании «Кратия-Комьюникейшнз», главный офис которой располагался в Харькове.
Баллотировался в Верховную раду на выборах 2002 года от блока «Команда озимого поколения». В 2003 году стал членом партии «Вече». На парламентских выборах 2006 года шёл по спискам партии, однако в раду не прошёл. В 2007 году съезд партии принял решение поддержать Партию регионов и включить Филонова в свой предвыборный список.
В 2005 году работал консультантом по общественно-политическим вопросам в Международном институте сравнительного анализа. С 2006 года по май 2008 года — заместитель директора по развитию в евпаторийском «Центре молодёжных инициатив „Зебра“», учредителем которой являлась кипрская компания «Казантип Лимитед». Фактически компания являлась юридическим лицом «КаZантипа».
С 2006 по 2007 год учился в Таврическом национальном университете имени В. И. Вернадского на факультете экономики, где получил специальность «банковское дело».
В 2007 году стал личным советником первого заместителя Главы крымского отделения Партии регионов. Являлся председателем евпаторийского городского отделения Союза молодёжи регионов Украины.
В мае 2008 года стал заместителем директора по развитию в евпаторийском предприятии «Курорт Донузлав».
С 2008 по 2010 год учился в Национальной академии государственного управления при Президенте Украины по специальности «государственное управление».
В 2009 году основал общественную организацию «Новая Евпатория». Перед стартом выборов главы Евпатории 2010 года Филонов начал избирательную кампанию, однако в итоге Партия регионов приняла решение выдвинуть действующего главу Андрея Даниленко, с чем сам Филонов согласился. Кроме того, было решено не включать Филонова в список Партии регионов на выборах депутатов горсовета.
В 2013 году переехал в российскую Калугу, где руководил строительной компанией. Руководил строительством жилищного проекта «Комфорт-парк» в Калуге.
После аннексии Крыма Россией вернулся в Евпаторию. В апреле 2014 года стал советником Главы Республики Крым Сергея Аксёнова по курортам и туризму.

### Глава Евпатории

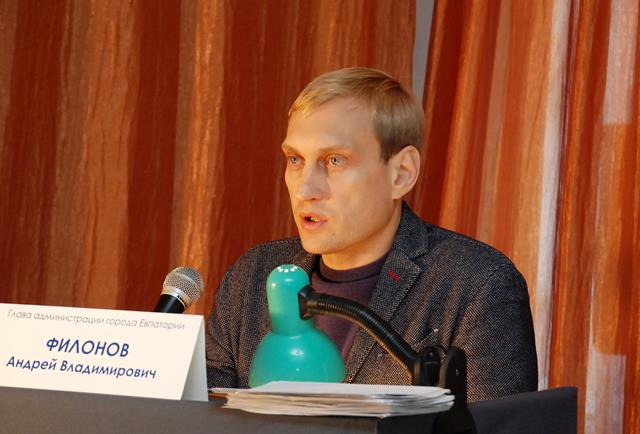
Филонов в 2015 году

В сентябре 2014 года Евпаторийский городской совет назначил Филонова исполняющим обязанности главы Евпаторийской городской администрации. После этого Совет национальной безопасности и обороны Украины ввёл против Филонова санкции.
29 июня 2016 года Филонов, возвращаясь с совещания в Симферополе на мотоцикле BMW R1200, столкнулся с автомобилем ВАЗ 21063. Он получил закрытую черепно-мозговую травму, сотрясение головного мозга, закрытый перелом костей левого лучезапястного сустава и травму живота.
Выступал против проведения в Евпатории гей-парада. Во время руководства городом Филонов начал вести видеоблог на YouTube «Iron Мэр» («Железный мэр»). В июле 2018 года депутат Государственного совета Республики Крым Леонид Бабашов заявил, что Евпатория «местами стала превращаться в свалку».
В октябре 2018 года Филонов заявил, что евпаторийский отдел экономической безопасности и противодействия коррупции начал следить за ним. Тогда же прокурор Евпатории Александр Мошегов представил горсовету представление об увольнении Филонова с должности за коррупцию. По словам Филонова причиной такого представления стало назначение отца его гражданской жены на должность руководителя одного из муниципальных предприятий.
2 апреля 2019 года Евпаторийский городской суд удовлетворил иск прокурора и постановил главу муниципального образования Евпатория расторгнуть контракт с Филоновым. Причиной стал конфликт интересов при назначении директором муниципального учреждения Э. В. Макаревича. На следующий день в кабинете Филонова ФСБ провело обыски, после чего он был задержан по части 3 статьи 286 УК РФ (превышение должностных полномочий с причинением тяжких последствий). По версии ФСБ был изменён статус земельных участков размером 14 гектаров для передачи в аренду заниженной стоимости. Данные действия нанесли ущерб городу в 35 миллионов рублей. В связи с арестом его членство в партии «Единая Россия» было приостановлено.
4 апреля 2019 года Киевский районный суд Симферополя арестовал Филонова на двухмесячный срок. Кроме того, на Филонова было заведено второе дело о причинении ущерба на сумму 43 миллиона рублей.
30 апреля 2019 года городской совет отстранил Филонова от должности главы Евпатории. В СИЗО находился в одной камере с предпринимателем Олегом Зубковым.
Изначально против Филонова было возбуждено два эпизода - оба по п. «в» ч. 3 ст. 286 УК РФ, то есть превышение должностных полномочий с причинением тяжких последствий. Суд первой инстанции переквалифицировал деяние с ч. 3 на ч. 1 ст. 286 УК РФ  назначив наказание в виде лишения свободы на 3,8 года с отбыванием срока в колонии-поселении, но Верховный суд  решил вернуться к ч. 3 ст. 286 УК РФ, и увеличил срок до 6,6 лет отбывания в колонии.
Условно-досрочно освобождён решением Верховного суда Республики Крым от 8 февраля 2022 года.

## Личная жизнь
Женат, воспитывает троих детей.